# Smoke test
Smoke test se občas do češtiny nesprávně[zdroj?] překládá jako „zahořovací test“. Kategorie smoke testů se využívá v okamžiku, kdy je dokončen vývoj aplikace a lze ji spustit. Tedy na konci úrovně integračního testování. Jedná se o krátký test, který slouží jako rychlé ověření, zda je vyvíjená aplikace připravena pro další fázi testování.
Obvykle se provede jen jednoduché ověření, že všechny části aplikace jsou implementovány, nainstalovány a spuštěny. Smoke testy se zaměřují pouze na hlavní funkce programu, které nebývají příliš často upravovány. Často se také kombinují s kategorií testů splněním. Jelikož je rozsah smoke testů menší než tomu bývá u ostatních kategorií a pokrývají pouze hlavní funkce, jsou velmi často automatizovány. Pokud nejsou automatizovány v plném rozsahu, zbytek testů je prováděn manuálně. Úspěšné provedení smoke testů je podmínkou pro vstup do systémové úrovně testování. Proto jsou velmi důležité. U menších projektů, kde je testování software opomíjeno nebo není příliš organizováno, se provádí pouze smoke testy[zdroj?].